# Rio Fulgerata
O Rio Fulgerata é um rio da Romênia, afluente do Beliş, localizado no distrito de Cluj.